# Samuel Colt
Samuel Colt, ameriški orožar, izumitelj in podjetnik, * 19. julij 1814, Hartford, Connecticut, ZDA, † 10. januar 1862, Hartford.
Samuel se je rodil v dokaj premožno družino in že kot otrok pomagal očetu v domači tekstilni delavnici. Že kot otrok je bil navdušen nad tehničnimi stvarmi, ki jih je rad razstavljal, da bi videl, kako delujejo. Pogosto je razstavljal tudi očetovo orožje. Pri petnajstih letih ga je želja po avanturah vodila na ladjo, kjer se je zaposlil kot mornar. Na ladji naj bi ob opazovanju ladijskega krmila prišel na idejo o večstrelnem ročnem orožju, ki bi delovalo na principu obračanja bobniča z naboji, od koder je nastalo tudi ime revolver (iz latinščine revolvere - obračati).
Patent je prvič registriral v Evropi leta 1835, leto kasneje pa še v ZDA, kjer je odprl tudi tovarno za izdelavo revolverjev v Patersonu, v ameriški zvezni državi New Jersey. Podjetje Patent Arms Manufactoring pa je moral zaradi slabega odziva kupcev leta 1842 zapreti.
Kasneje je izumil napravo, s katero je bilo moč na daljavo sprožiti pod vodo nameščen eksploziv. Poleg tega je deloval tudi na področju telegrafije. Njegov naslednji pomembnejši izum je podvodni telegrafski kabel.
Leta 1847 se je nanj obrnila ameriška vlada, ki je naročila večjo količino revolverjev, kar je spet oživilo Coltovo tovarno. V naslednjih letih je odprl več tovarn v ZDA ter podružnico v Angliji, s čimer je postal poznan tudi izven meja ZDA. Leta 1855 je v Hartfordu odprl do tedaj največjo zasebno tovarno orožja na svetu. V njej je uresničil svoje ideje in postal pionir na področju finomehanike. Poleg tega je delo v tovarni racionaliziral in dosegel visoko stopnjo kakovosti svojih izdelkov. Zaradi tega je postalo njegovo orožje sinonim za kakovost, kar je ime njegove tovarne poneslo daleč v svet, Samuel Colt pa je postal eden najpremožnejših Američanov.
Kljub temu, da je umrl razmeroma zgodaj, pri starosti komaj 47 let je njegovo podjetje pod vodstvom njegove žene Elizabeth še naprej poslovalo in izdelovalo revolverje, ki so kmalu postali simbol Divjega zahoda, pri čemer je njegov Colt Peacemaker v kalibru .45 še danes eno najbolj znanih kratkocevnih orožij v zgodovini.